# Округ Џексон (Северна Каролина)
Округ Џексон (енгл. Jackson County) је округ у америчкој савезној држави Северна Каролина.

## Демографија
По попису из 2010. године број становника је 40.271, што је 7.15 (21,6%) становника више него 2000. године.
| Група             | 2000.          | 2010.          |
| Белци             | 28.093 (84,8%) | 32.795 (81,4%) |
| Афроамериканци    | 552 (1,7%)     | 745 (1,8%)     |
| Азијати           | 169 (0,5%)     | 348 (0,9%)     |
| Хиспаноамериканци | 577 (1,7%)     | 2.038 (5,1%)   |
| Укупно            | 33.121         | 40.271         |